# 한국종합기술
주식회사 한국종합기술(영어: Korea Engineering Consultants Corp.)은 대한민국의 건물 및 토목엔지니어링 서비스업을 영위하는 기업이다. 1963년 3월 9일에 (주)국제산업기술단이란 사명으로 설립되었고 1966년 8월 1일 한국종합기술개발공사로 사명이 변경되었다. 1973년 12월 26일 과학기술처에 종합기술용역업체 등록을 하였고 1975년 11월 13일 정부로부터 토목건설용역분야의 중점 육성업체에 선정되어 건설부에 등록했다. 이후, 1994년 5월 13일 민영화(한국산업은행 → 한진건설)가 되었다. 2006년 4월 12일 (주)한국종합기술로 사명이 변경되었고, 2010년 8월 24일 액면가 5,000원에서 500원으로 액면분할을 하였다. 2011년 4월 28일 한국거래소가 개설한 유가증권시장에 주식을 상장했다. (주)한국종합기술은 종업원 지주회사이다. 대표자는, 김한영 대표이사 사장이며 본사는 경기도 하남시 덕풍동로111-21 (덕풍동)에 위치해 있으며, 서울사무소는 서울시 강동구 상일로 6길 21에 위치하고있다

## 연혁

### 1960년대
- 1963년 3월 9일 (주)국제산업기술단으로 설립
- 1966년 8월 1일 한국종합기술개발공사로 상호변경

### 1970년대
- 1973년 12월 26일 종합기술용역업체 등록 (과학기술처)
- 1975년 11월 13일 토목건설용역분야의 중점 육성업체로 선정되어 등록 (건설부)
- 1976년 9월 24일 해외기술용역업체 등록 (건설부)
- 1979년 6월 5일 측지측량업체 등록 (건설부)

### 1980년대
- 1982년 12월 24일 종합건설기술용역업 등록 (과학기술처)
- 1985년 6월 27일 종합환경기술용역 (산업설비) 업체 등록
- 1989년 12월 30일 시공감리업체 등록 (건설부)

### 1990년대
- 1990년 1월 11일 환경영향평가대행자 지정 (환경부)
- 1993년 7월 25일 교통영향평가업체 등록 (교통부)
- 1994년 2월 28일 종합감리업체 등록 (건설부)
- 1994년 5월 13일 민영화 (한국산업은행 → 한진건설)
- 1995년 8월 28일 건설업 면허 취득
- 1995년 11월 9일 해외건설업체 등록 (건설교통부)
- 1995년 11월 17일 설계 감리협회 지정. 등록 (건설교통부)
- 1997년 4월 22일 전력시설물 설계업. 감리업 등록 (경기도)
- 1997년 8월 20일 ISO 9001 인증 취득

### 2000년대
- 2001년 6월 15일 재해 영향평가 대행자 등록 (서울-031호) 행정자치부
- 2001년 10월 12일 전기공사업등록 (경기-02079호) 경기도
- 2002년 2월 19일 인구영향 평가 대행자 (건설교통부 제32호)
- 2002년 6월 5일 주택건설대지 조성 사업자 (경기 제165호)
- 2002년 7월 9일 건축사 신고 (경기 제21호)
- 2003년 3월 20일 한국산업기술진흥협회 등록(제20030135호)
- 2004년 8월 19일 ISO 14001 인증 취득
- 2005년 2월 1일 대표이사 사장 이강록 취임
- 2006년 4월 12일 (주)한국종합기술 로 상호변경
- 2007년 2월 1일 대표이사 사장 송화영 취임
- 2007년 8월 2일 방재안전대책수립대행자 등록 (소방방재청)
- 2008년 2월 12일 대표이사 사장 이강록 취임
- 2008년 6월 17일 전문소방시설 공사업 등록(광진소방소)
- 2009년 1월 30일 조경공사업 등록(경기도)

### 2010년대~현재
- 2010년 8월 24일 액면분할 (액면 5,000원 → 500원)
- 2010년 10월 25일 상장예비심사청구서 제출
- 2010년 12월 9일 상장예비심사서 승인
- 2011년 4월 27일 해외건설업면허 등록(해외건설협회)
- 2011년 4월 28일 유가증권시장 상장
- 2012년 3월 21일 KEPIC인증 취득
- 2014년 8월 1일 GLOBAL 건설 주간지 ENR(ENGINEERING NEWS-RECORD), 세계 225위 설계회사에서 202위에 선정 및 국내외 실적을 모두 포함한 150위 설계회사에서 148위에 선정
- 2017년 12월 15일 최대주주 변경((주)한진중공업홀딩스 → (주)한국종합기술홀딩스)
- 2021년 가치관 경영 실행

## 경영진 변동 현황
- 2017년 3월 24일 사내이사(대표이사) 이인제 취임, 사내이사(대표이사) 이강록 사임, 기타비상무이사 강순구 재선임
- 2018년 3월 23일 사내이사(대표이사) 김춘선 취임, 사내이사 김한영, 양용수, 조한민 취임, 사외이사 노금선, 송호연 취임, 사내이사(대표이사) 이인제 사임, 사외이사 박찬우 사임, 기타비상무이사 강순구 사임
- 2018년 9월 12일 사내이사(대표이사) 조한민 취임, 사내이사(대표이사) 김춘선 사임
- 2019년 3월 22일 사내이사(대표이사) 이상민 취임, 사내이사 장근, 김형남 취임, 사내이사(대표이사) 조한민 사임, 사외이사 김원일 임기만료
- 2021년 3월 26일 사내이사 김종호, 김현곤, 김장한 취임, 사외이사 노금선, 송호연, 김형남 재선임, 사내이사 장근 사임, 사내이사 김한영, 양용수 임기만료
- 2022년 3월 25일 사내이사(대표이사) 김치헌 취임, 사내이사(대표이사) 이상민 임기만료
- 2024년 3월 28일 사내이사 최근희, 임의혁, 최용준, 김영일 취임, 사외이사 최종길, 이만덕, 황재익 취임, 사내이사 김종호, 김현곤, 김장한 임기만료, 사외이사 노금선, 송호연, 김형남 임기만료
- 2025년 3월 26일 사내이사(대표이사) 김한영 취임, 사내이사(대표이사) 김치헌 임기만료

## 경쟁사
- 도화엔지니어링
- 건화
- 유신
- 선진엔지니어링종합건축사사무소
- 삼안
- 동명기술공단종합건축사사무소

## 동명의 회사
- 대구광역시 북구에 위치한 한국종합기술은 산업용 전자장비수리회사이다. (대표 전찬희) www.korea-ks.com